# Menkoiガールズ
Menkoiガールズ（めんこいガールズ）は、書道パフォーマンスを特徴とし、群馬県及び邑楽館林地域（館林市、板倉町、明和町、千代田町及び邑楽町）を活動拠点とするご当地アイドルである。「ご当地アイドル殿堂入り」。

## 概要
2011年（平成23年）9月に群馬県館林市で開催された「第1回麺−1グランプリ」を盛り上げるため、その1か月前に結成された。当初はこの1回で終わる予定であった。また、グループ名は「麺恋ガールズ」と漢字表記であった。翌年の2012年1月に第1回オーディションが行われ、現在の1期生が加入した。それから約10か月間の猛練習を重ね、同年10月に2回目のステージ「正田カップ2012」、3回目のステージ「第2回麺−1グランプリ」を書道パフォーマンスにより盛り上げた。また、「Menkoiガールズ」とグループ名を現在のローマ字表記に変更した。
2013年（平成25年）3月には第2回メンバーオーディションにより2期生が、2014年3月に行なわれた第3期メンバーオーディションで3期生が加入。2015年2月の第4期メンバーオーディションにて、事務局より最後のオーディションであることが発表されたが、メンバーになる道が閉ざされたわけではなく、今度はスカウトによりメンバーを増やしていくことが同時に発表された。また、現在のメンバーを育てていくことも発表された。同年6月に館林市観光協会より「たてばやし❤元気❤観光大使」に、2016年2月には群馬県観光物産課より「ぐんま観光特使」に任命された。
群馬県の「ぐんま観光特使」制度の見直しにより、新制度の運用開始日の2018年（平成30年）8月1日からは「ぐんま特使」に任命される。
2024年より次世代メンバーの発掘などを目的にMenkoiガールズ研修生のオーディションをスタート。
2025年（令和7年）4月19日「館林市ふるさと応援大使」に任命される。

### 派生ユニット
2013年（平成25年）7月に派生ユニット「Menkoiガールズ・サラダ」を結成し、邑楽館林農業協同組合の公認を受けた。
2016年（平成28年）より主に中学生以上メンバーによる「MG−WING」（エムジーウィング）と、主に小学生メンバーによる「MG−Pen2」（エムジーペンペン）を結成した。2017年のメンバーの再編等を経て、2018年より「MG−WING」は「MenkoiガールズAce」、「MG−Pen2」は「PenPen」に改名された（現在のチーム分けはメンバーの項を参照）。
新たなユニットとして、2017年（平成29年）よりユイとミサキの2人による「インコトセンパイ」を結成。その後、マリノとアヤカの2人による「芝カン」（期間限定ユニット）、マリノとマリアの2人による「まりまり」を結成。
2018年（平成30年）にはユウキ、アゲハ、アヤカの3人による「XXX」（チュチュチュ）を結成。また、5期生（研修生）のジュノン、メイカ、ミサト、モモカ、ユリカの5名による「Menkoi Jr.」を結成し、館林定期公演限定で出演している。メイカの引退により10月1日からはジュノン、ミサト、モモカ、ユリカの4名体制となった。
2019年（令和元年）4月22日にユニットの再編が発表され、4月28日からは、アゲハ、ユウキ、アヤカの3人による「XXX」（チュチュチュ）、ユイ、ミサキ、ノドカ3人による「インコトセンパイ」、マリノ、マリア、カオン3人による「まりまり」、ユウナ、ハルヒ、コナミによる「Pen-Pen」となる。同年4月28日の「未知の領域LIVE Vol.01－START SP－」にて、ユウキ、ミサキによる新ユニット「キーポン」結成が発表された。「キーポン」というユニット名は、英語の「Keep on（＝突き進む）」という意味を込めて、ミサキが考案した。また、「Menkoi Jr.」は、ユリカの引退により「未知の領域LIVE Vol.01－START SP－」よりジュノン、ミサト、モモカの3人体制となった。
2020年（令和2年）1月19日の「未知の領域LIVE Vol.09～新春だよ！Menkoiガールズ」にて、2月の定期公演をもって「Pen-Pen」の活動を終了し、4月より新たなグループ「ぺけぽん」の結成が発表された。「ぺけぽん」のメンバーは、ノドカ、ハルヒ、カオン、ミサト、ジュノンの5名。コナミは事務局付マネージャーとしてスタート。同年2月16日の「未知の領域LIVE Vol.10」にて「Pen-Pen」、「MenkoiガールズAce」の活動終了と、グループの再編による2020年4月からの新しい体制について発表があった。「Menkoiガールズ」（ユウキ、ミサキ、ユイ、マリノ、アゲハ、マリア、アヤカ）、「ぺけぽん」（ノドカ、ハルヒ、カオン）。ユニットとして「Menkoiガールズ・サラダ」（Menkoiガールズメンバー）、「インコトセンパイ」（ミサキ、ユイ）、「まりまり」（マリノ、マリア）、「XXX」（アゲハ、ユウキ、アヤカ）、「キーポン」（ユウキ、ミサキ、アヤカ）。「Menkoi Jr.（※レッスン生）」（ジュノン、ミサト、モモカ、ナナミ、ルナ、スミレ、リンリン）の紹介も行われた。なお、ミサトとジュノンのぺけぽん加入については今回は見送られた。7月26日のSHOWROOMへの出演をもって、マリノが卒業し、8月からの新体制が発表された。「Menkoiガールズ」（ユウキ、ミサキ、ユイ、アゲハ、マリア、アヤカ）、「ぺけぽん」（ノドカ、ハルヒ、カオン）。ユニットとして「Menkoiガールズ・サラダ」（Menkoiガールズメンバー、ノドカ）、「インコトセンパイ」（ミサキ、ユイ）、「XXX」（アゲハ、ユウキ、アヤカ）、「キーポン」（ユウキ、ミサキ、アヤカ）、新ユニット「vamps（バンプス）」（ユイ、マリア）。12月29日の「Menkoiガールズ年末LIVE@LiveHouse Only You」をもって、ハルヒが卒業し、新たにジュノンがぺけぽんへの加入が発表された。
2021年（令和3年）9月6日のミサキ引退、9月23日のノドカ引退により、ユニットが再編成された。「キーポン」（ユウキ、アヤカ）、新ユニット「Yui-n-Aya（ユイ＆アヤ）」（ユイ、アヤカ）、非公認ユニット「あげまり」（アゲハ、マリア）。9月26日、結成10年を迎えて日本ご当地アイドル活性協会より『ご当地アイドル殿堂入り』に認定された。

## 来歴

### 2016年
- 8月14日 - SHOWROOMでのイベントを勝ち抜き「@JAM PARTY Vol.5@AKIBAカルチャーズ劇場」にウェルカムアクトとして出演。初の@JAMシリーズの出演を果たす。
- 8月29日 - 東京・日本テレビタワー大屋根広場で開催された全国のご当地アイドルが日本一を目指す「汐留ロコドル甲子園2016」（主催：日本テレビ放送網）決勝戦において優勝している[7][8]。
- 9月25日 - 「@JAM×ナタリー EXPO 2016@幕張メッセ」にオープニングアクトとして出演。
- 11月26日 - 「@JAM the Field vol.10@恵比寿LIQUIDROOM」にウェルカムアクトとして出演し、憧れのメジャーアイドルと共演を果たす。
- 2014年下半期、2015年上半期、下半期、2016年上半期、下半期と5期連続「日本ご当地アイドル活性協会が選ぶアイドルセレクト10」に選出されている[9][10][11]。

### 2017年
- 5月27日 - 「@JAM2017@ZeppDiverCity(TOKYO)」にウェルカムアクトとして出演。
- 8月26日 - 「汐留ロコドル甲子園2017」（主催：日本テレビ放送網）決勝戦においてゲスト出演。
- 8月27日 - 「@JAM EXPO2017@横浜アリーナ」に出演を果たす。（2ステージ）
- 10月14日（現地時間） - アメリカ・ラスベガスで開催された「AKI Matsuri Japanese Festival2017」に出演し、初の海外公演を経験した。
- 2017年8月から2018年8月まで東京浅草にあるGoldSoundsにて東京定期公演を開催。（全6回）

### 2018年「テーマ：限界突破」
- 2018年の館林定期公演のテーマは「限界突破」。ほぼ毎月開催（場所：館林商工会議所3階）。
- 2月の北海道遠征で「さっぽろ雪まつり」に出演。
- 4月4日 - 地元群馬県玉村町のラヂオななみにて冠番組『Menkoiガールズの5時に一筆!!』が放送開始。
- 4月8日 - 「カウントアップチャージライブ@ZeppDiverCityTokyo」に出演。
- 6月よりアイドルプラネットと共催で地元館林でのアイドルイベント「館林ホットホットアイドルフェスティバル」をスタートさせる。
- 6月24日 - 「館林ホットホットアイドルフェスティバルVol.1 @アゼリアホール」を開催。
- 8月5日 - 「カウントアップチャージライブ@ZeppTokyo」に出演。
- 9月2日 - 「館林ホットホットアイドルフェスティバルVol.2 @アゼリアホール」を開催。
- 9月24日 - 東京国際フォーラムで開催された地方創生に向けた多業種連携によるイベント「共創の日2018」（主催：内閣官房まち・ひと・しごと創生本部事務局　実施主体：全国農業協同組合中央会／全国森林組合連合会／全国漁業協同組合連合会／全国商工会連合会／日本商工会議所）に成功事例として「Menkoiガールズ・サラダ」がゲスト出演した。得意の書道パフォーマンスと当日初披露となった新曲「きゅうりに私は恋をした」など群馬の野菜をPRする楽曲を披露し、「地方創生！共創の日」と書かれた書道作品とともに梶山弘志内閣府特命担当大臣（地方創生、規制改革）と記念写真を撮影。
- 10月20日（現地時間） - アメリカ・ラスベガスで開催された「AKI Matsuri Japanese Festival2018」に出演し、2年連続の海外公演を果たす。今回は初の試みで「AKI Matsuri Japanese Festival2018」でのライブの様子がSHOWROOMで同時配信された。翌日21日（現地時間）には、「AKI Matsuri Japanese Festival2018」の実行委員など関係者向けに開催された「THE AKI MATSURI PERFORMER SHOWCASE」にも出演。
- 11月4日 - 「館林ホットホットアイドルフェスティバルVol.3 @アゼリアホール」を開催。
- 12月5日よりMenkoiガールズAceのメンバーがSHOWROOM個人配信において「まいにちアイドル」を目指し始める。[12]
- 12月16日 - 「アイドルプラネットちゃんねるクリスマスSP～めんこい歌劇団～@WALLOP放送局」においてメンバー初となる演劇に挑戦し、新境地を切り開いた（演劇の模様はWALLOP放送局で生配信された）。また、生配信中に次回開催日も発表された。

### 2019年「テーマ：未知の領域」
- 1月2日に開催された「New year Premium party2019」（TOKYO IDOL PROJECT・@JAM主催）では、Party Stage（フジさんのヨコ）のオープニングアクトとして出演し、新年の書き初めを披露した。その様子はニコ生動画配信された。イベントのメイン会場となった「ZeppDiverCityTokyo」、「ZeppTokyo」の両会場には、「謹賀新年」という大きな書道作品がステージ横に飾られた。また、2018年「限界突破」がテーマであったが、2019年「未知なる領域へ」という新しいテーマが発表となった。後日、「未知の領域」が2019年の正式な新テーマとなる。
- 1月20日 - 初のツーマンLIVE「アイドルプラネットPresents　MenkoiガールズAce VS Kiss me Chopitto 60分3本勝負～勝負といっても勝ち負けはないモン～@S.U.B TOKYO」を開催。
- 1月26日 - 初のオフ会となる「限界突破！番外編　BBQオフ会@Sugar Hill Café 」を開催。
- 1月27日 - 「限界突破LIVE Vol.10@館林商工会議所」を開催。書道パフォーマンスでは、ゆいが鏡文字を披露。また、メンバーの私物入り福袋を販売した。
- 2月10日 - 「館林ホットホットアイドルフェスティバルVol.4@アゼリアホール」開催。アップアップガールズ（2）など豪華アイドルを迎えての開催となった。
- 2月16日、17日と初の館林定期公演2DAYSを開催。2月16日「限界突破LIVE Vol.11バレンタインSP@館林商工会議所」の2部では初の制服LIVEを開催。来場者にはオリジナル特製チョコもプレゼントされた。2月17日「限界突破LIVE Vol.12パジャマでごめんね4@館林商工会議所」の2部では4回目となるパジャマLIVEを開催した。
- 2月17日 - 「限界突破LIVE Vol.12パジャマでごめんね4@館林商工会議所」の最後に、これまで血液型不明であったみさきの血液型が検査の結果「A型」であったことが発表された。[13]
- 3月17日 - 「アイドルプラネットちゃんねるSP～めんこい歌劇団Vol.2～@WALLOP放送局」開催（演劇の模様はWALLOP放送局で生配信された）。また、次回開催日も発表された。
- 3月24日 - 「idol campus vol.52＠大阪城音楽堂」に出演。（京都・大阪遠征）
- 3月25日 - 「第10回 京都アイドルカーニバル～feat.KBS KYOTO Radio だって♡好きなんだもん!@京都タワーホテル10F屋上テラス」に出演。（京都・大阪遠征）
- 3月30日 - 「ALL GUNMA meeting プレDCオープニングイベント＠高崎駅東口」に出演。
- 3月31日 - 　限界突破LIVEの最終回となる「限界突破LIVE Vol.13－最終回SP－@館林商工会議所」を開催した。
- 4月22日 - 　事務局よりユニットの再編について発表された。[14]
- 4月28日 - 「未知の領域LIVE Vol.01－START SP－@館林商工会議所」開催。ユウキ、ミサキによる新ユニット「キーポン」結成が発表された。
- 5月1日 - 「『令和』改元奉祝SP LIVE＠茂林寺」を開催。当日、改元記念の「Menkoi冷やし中華」を限定販売した。
- 5月4日 - 「グリーンだよ！全員集合！＠はねたき広場」に出演。
- 5月5日、6日 - 「第8回麺‐1グランプリ in 館林」に出演（2日間で計6ステージ）。5月5日（1日目）のオープニングステージでは、初めてミサキが大筆を持った書道パフォーマンスを披露。5月6日（2日目）最後のLIVEステージは、ステージ前に大勢の観客が集まり、とても熱いLIVEとなった。「麺‐1グランプリ」は、Menkoiガールズが結成されるきっかけとなったイベント。
- 5月12日 - 「館林ホットホットアイドルフェスティバルVol.5@アゼリアホール」開催。SUPER☆GiRLSやイケてるハーツなど豪華アイドルを迎えての開催となった。2部では「MenkoiガールズAce」が大トリという大役を務め、会場が一体となるLIVEパフォーマンスを披露した。
- 5月26日 - 「未知の領域LIVE Vol.02@館林商工会議所」開催。新曲「騒ごうぜ！」発表。
- 5月29日 - 「アイドルキャンパス＠上野公園水上音楽堂」にキーポン出演。キーポンのデビューLIVEとなった。
- 6月8日 -  Menkoiガールズと松本食品のコラボ商品「麺恋冷し中華」がとりせん富士見町店、とりせん成島店、とりせん邑楽町店にて販売開始となる。[15]
- 6月9日 - 「アイドルプラネットちゃんねるSP～めんこい歌劇団Vol.3～@WALLOP放送局」開催（コント・演劇の模様はWALLOP放送局で生配信された）。また、次回開催日も発表された。（次回：2019年9月8日）
- 6月16日 - 「未知の領域LIVE Vol.03@館林商工会議所」開催。新曲「やまのうた」、「カラッカーゼ」2曲発表。
- 6月20日 - 「ケーブル技術ショー2019＠東京国際フォーラム」での公開収録に参加。
- 7月5日 - 「羽田マルシェ@羽田空港第2旅客ターミナル5階 FLIGHT DECK TOKYO」に出演。
- 7月14日 - 「未知の領域LIVE Vol.04@館林商工会議所」開催。その後、館林まつりのステージにも出演。
- 7月21日 - 「館林ホットホットアイドルフェスティバルVol.6@アゼリアホール」開催。
- 8月10日 - 「あかぎ団×Menkoi『群馬の夏は灼熱天国!!』@館林商工会議所」を開催し、あかぎ団との2マンLIVEを行った。
- 8月13日 - 「東海アイドル万博2019＠Zepp Nagoya」に出演。初となるオリジナル曲メドレーも披露した。
- 8月16日 -  Menkoiガールズと松本食品のコラボ商品「麺恋中華そば」がとりせん富士見町店、とりせん成島店、とりせん邑楽町店にて販売開始となる。[16]
- 8月24日 -  SHOWROOMイベントで勝ち取った東京サマーランドでのSPECIAL LIVEに出演。
- 9月8日 - 「アイドルプラネットちゃんねるSP～めんこい歌劇団Vol.4～@WALLOP放送局」開催。初のミュージカルに挑戦した。ミュージカル曲「オーディションに立ち向かう歌～扉を開いて～」初披露。
- 9月14日、15日 - 「北陸アイドルフェスティバル」に出演。
- 9月29日 - 「未知の領域LIVE Vol.06@館林商工会議所」開催。新曲「モンスターエンジェル」発表。
- 10月20日 - 「未知の領域LIVE Vol.07～ラスベガス壮⾏会SP～@館林商工会議所」開催。新曲「お野菜天国」発表。
- 10月26日 - （現地時間）アメリカラスベガスで開催された「AKI Matsuri Japanese Festival2019」に出演。
- 12月8日 - 「アイドルプラネットちゃんねるSP～めんこい歌劇団Vol.5～@WALLOP放送局」開催。初の合奏に挑戦した。また、作曲家・西原のピアノの生演奏によるAceメンバー7名による合唱も初披露。
- 12月22日 - 「クリスマス未知の領域LIVE2019@館林商工会議所」開催。2020年2月でPen-Pen在籍のゆうなが卒業することが伝えらえれた。
- 12月29日 - 初のワンマンライブとなる『MenkoiガールズAce 1st ワンマンライブ～Eternal Dream 永遠の夢～＠上野音横丁』を開催。チケットSOLD OUTを達成した。

### 2020年「テーマ：Eternal Dream 永遠の夢」
- 1月2日に開催される「New year Premium party2020」（TOKYO IDOL PROJECT・@JAM主催）のオープニングアクトとして出演、その場で書き初めも披露した。
- 1月19日 - 「未知の領域LIVE Vol.09～新春だよ！Menkoiガールズ～@館林商工会議所」開催。「Menkoiガールズ2ndワンマンLIVE」の開催が発表された。また、2月の定期公演をもって「Pen-Pen」の活動を終了し、4月より新たなグループ「ぺけぽん」結成も発表された。
- 2月16日 - 「未知の領域LIVE Vol.10@館林商工会議所（1部パジャマでごめんねLIVE／2部ゆうな・こなみ卒業LIVE）」開催。2月16日の活動をもって、ゆうな・こなみが卒業。グループの再編による2020年4月からの新しい体制について発表があり、新たなレッスン生の紹介もされた。
- 2月23日、24日 - 「アイドルCAMP in NAGOYA」出演（名古屋遠征）。
- 3月以降、新型コロナウイルス感染拡大の影響により全イベントが中止となり、SHOWROOM、YouTube等を活用したオンラインLIVEを行う。
- 緊急事態宣言が解除となり、6月7日より活動を再開。ライブハウスでのオンラインLIVE「アイプラ ONLINE LIVE SPECIAL＆アイプラ ONLINE LIVE Vol.0」に出演。
- 7月12日 - 「アイドルプラネット リバイバルライブVol.2」に出演し、LIVE活動再開（各部20名限定の4部構成）。
- 7月25日の公式Twitterにて、まりのの卒業が発表される（7月26日のSHOWROOM出演を最後に卒業）。
- 8月23日 - 「アイドルプラネット リバイバルライブVol.7@LiveHouse Only You」に出演。
- 9月5日 - 「近代麻雀水着祭2020（撮影会）」にみさき、あやかの2名が参加。
- 9月6日 - 「アイドルプラネット半年遅れのはせぴー生誕祭@S.U.B TOKYO」に出演。
- 9月13日 - 「アイドルプラネット リバイバルライブVol.9@LiveHouse Only You」に出演。
- 9月19日 - 「アイドルプラネット ONLINE LIVE Vol.3」に出演。
- 9月20日 - 「47idolオンラインイベント」に出演。
- 10月18日 - 「Menkoiガールズ ハロウィンスペシャル@LiveHouse Only You」を開催。
- 10月26日 - 「アイドルCAMP～SPECIAL EDITION～vol.50@クラブチッタ」にキーポンが出演。
- 10月31日 - 「THE PREMIUM PIONEER in StudioCanal（撮影会）」にみさき、あやか、まりあの3名が参加。
- 11月22日 - 「Menkoiガールズちょっと早めのクリスマスSP@LiveHouse Only You」を開催。
- 11月29日 - 「アイドルCAMP～SPECIAL EDITION～vol.54@クラブチッタ」に出演。
- 12月29日 - 「Menkoiガールズ年末LIVE@LiveHouse Only You」を開催。

### 2021年「テーマ：弾ける’21ー空の向こう側ー」
- 1月2日に開催された「New year Premium party2021」（TOKYO IDOL PROJECT・@JAM主催）のオープニングアクトとして出演、その場で書き初めも披露した。（オンライン配信）
- 2020年12月～再び新型コロナウイルス感染症拡大によりLIVEの予定のない日曜日はオンラインLIVEを開催。
- 1月31日 - アイプラONLINE LIVEスペシャル「新春！！今年も元気にMenkoiガールズVol.1」に出演。
- 2月12日 - ニコニコチャンネル「TIFチャンネル」の「VSアイドル」に初出演。
- 2月19日 - 非公認ユニット「あげまり」の初オンライン配信ライブ。
- 2月28日 - アイプラONLINE LIVEスペシャル　Menkoiガールズ「春です♪キラキラライブ」に出演。
- 3月21日 - 「絶対、Only You@LiveHouse Only You」を開催。ここで「Ace7」から「2May」と改名したSEを初披露。
- 3月25日 - 「アイドルCAMP～SPECIAL EDITION～vol.63@クラブチッタ」に出演。
- 4月11日 - 「アイドルプラネット　はせぴー生誕祭@GOTANDA G5」に出演。
- 4月22日 - 「五反田アイドルパーティーVol.0」にキーポンが出演。
- 5月29日 - 「近代麻雀水着祭2021（撮影会）」にみさき、あやかの2名が参加。
- 6月6日 - 「GOTANDAアイドルFes.～五反田ってどこ？～Vol.5@GOTANDA G＋」に出演。
- 6月15日 - 「アイチャレ#69」に出演。初のtalkportを使用したオンライン特典会開催。
- 6月20日 - 「月刊”IDOL Pl@net ちゃんねる”　スピンオフ企画『女子力アップ講座』」にゆい、あやかの2名が出演。
- 6月24日 - 「アイドルCAMP～SPECIAL EDITION～vol.70@クラブチッタ」に出演。
- 7月11日 - 「GOTANDAアイドルFes.～五反田ってどこ？～Vol.7@GOTANDA G＋」にぺけぽんが出演。
- 7月18日 - 「GOTANDAアイドルFes.～五反田ってどこ？～Vol.8@GOTANDA G5」に出演。
- 7月25日 - 「ガラフェス@上野水上音楽野外ステージ」に出演。
- 8月1日 - 「GOTANDAアイドルFes.～五反田ってどこ？～Vol.9@GOTANDA G5」に出演。
- 8月21日 - 「Menkoiガールズワンマンライブ『弾ける‘21ー空の向こう側ー』@SHIBUYA DAIA」を開催。そこでリーダーのゆうきりんが2021年10月から3ヶ月間のラスベガス留学に行くことが発表された。その間、Menkoiガールとしての活動は充電期間とし、オンライン配信LIVEを中心に行われることも合わせて発表された。2022年2月に復活LIVEを開催。
- 8月25日 - 「アイドルCAMP～SPECIAL EDITION～vol.76@クラブチッタ」に出演。
- 9月4日 - 「近代麻雀水着祭2021（撮影会）」にみさき、あやかの2名が参加。
- 9月23日 - 「Rose Road〜Vol.5〜秋分の日SP@GOTANDA G＋」にぺけぽんが出演。
- 9月26日 - 「アイドルプラネットPresents　ゆうきりんラスベガス壮行会『弾ける'21 -きりん、空の向こう側-』@上野音横丁」開催。
- 9月26日 - 「アイドルプラネット tenna生誕祭～てんころりんが16才になるよ！～@上野音横丁」にキーポンが出演。
- 10月10日 - 「アイドルプラネット Vol.4@上野音横丁」にキーポンが出演。
- 10月17日 - ゆうきりんがアメリカラスベガスに渡米。その後3か月間、Menkoiガールズ充電期間に入る（オンライン配信ライブは継続）。
- 11月28日 - 「アイドルプラネット Vol.10@上野音横丁」にYui-n-Ayaが出演（LIVEハウスでの初LIVE）。
- 12月12日 - 「アイプラアイドルパーティー Vol.2@上野音横丁」にあげまりが出演（LIVEハウスでの初LIVE）。
- 12月24日 - 「X'mas Special LIVE（オンライン配信）」開催。
- 12月29日 - 「雪と星空の音楽祭@長野県車山高原 SKYPARK スキー場屋内ステージ」に出演。

### 2022年「テーマ：ー」
- 1月2日 - 「New year Premium party2022」（TOKYO IDOL PROJECT・@JAM主催）のオープニングアクトとして出演予定。
- 2月13日 - 「館林ホットホットアイドルフェスティバル@館林市文化会館小ホール」を開催（Menkoiガールズ復活LIVE）。
- 3月13日 - 「アイプラアイドルパーティー @上野音横丁」に出演。
- 3月19日 - 「アイドルプラネットエクストリームライブVol.4@新宿club SCIENCE」に出演。
- 3月21日 - 「TOKYO GIRLS CONNECTION」に出演。
- 4月10日 - 「アイドルプラネット　はせぴー生誕祭@上野音横丁」に出演。
- 4月17日 - 「つつじIDOL FES'22春＠つつじが岡公園」を開催（久々の野外LIVE）。
- 4月30日 - 「近代麻雀水着祭（撮影会）」にあやか、まりあの2名が参加。
- 5月1日 - 「EDOCCO祭り@神田明神文化交流館EDOCCO STUDIO」に出演。
- 5月7日、8日 - 「つつじIDOL FES'22春＠つつじが岡公園」を2日連続開催。
- 5月15日 - 「伊勢崎市島村渡船フェスタ」に出演。ステージ司会進行も担当。
- 5月22日 - 「連合群馬ふれあいフェスティバル@館林城ゆめひろば」に出演。
- 6月12日 - 「館林ホットホットアイドルフェスティバル@館林市文化会館小ホール」を開催。
- 6月25日 - 「近代麻雀水着祭（撮影会）」にあやか、まりあの2名が参加。
- 6月26日 - 「EDOCCO祭り@神田明神文化交流館EDOCCO STUDIO」に出演。
- 7月2日 - 「フレッシュ撮影会」にまりあが参加。
- 7月3日 - 「iDOL SJ LIVE Vol.2～心の底から声を出そう!!～@日本橋PACMAN」に出演。
- 7月24日 - 「EDOCCO祭り@神田明神文化交流館EDOCCO STUDIO」に出演。
- 8月7日 - 「たてばやし七夕祭り」に出演（3年ぶりの開催）。
- 8月12日 -  日本・モンゴル外交関係樹立50周年記念事業「JAPAN MONGOLIA FESTIVAL2022@日本橋公会堂」に出演し、日本文化である書道パフォーマンスを披露。
- 8月13日 - 「フレッシュ撮影会」にあやか、まりあの2名が参加。
- 8月14日 - 「iDOL SJ LIVE Vol.5、Vol.6@日本橋PACMAN」に出演。
- 8月20日、21日 - 「SHOWROOM夏祭り2022@MIYASHITA PARK」に出演。
- 8月27日 - 「八ドル祭Vol.123～めいぷる生誕祭～@Hachioji RIPS」に出演。
- 8月28日 - 「フューチャーアイドルゲートLevel16@上野音横丁」に出演。
- 9月4日 - 「iDOL SJ LIVE@日本橋PACMAN」に出演。
- 9月10日 - 「近代麻雀水着祭（撮影会）」にあやか、まりあの2名が参加。
- 9月11日 - 「アイドルブレイブVol.2@上野音横丁」に出演。
- 9月17日 - 「IDOL CONTENT EXPO10周年企画！フレッシュ撮影会」にあやか、まりあの2名が参加。
- 9月18日 - 「EDOCCO祭り@神田明神文化交流館EDOCCO STUDIO」に出演。
- 10月2日 - 「iDOL SJ LIVE@日本橋PACMAN」に出演。
- 10月16日 - 「JA全中　国消国産秋まつり2022@有楽町駅前広場」に出演。野村哲郎農林水産大臣や小池百合子東京都知事の前で書道パフォーマンスなどを披露した。
- 10月22日（現地時間） - アメリカラスベガスで開催された「AKI Matsuri Japanese Festival2022」に出演。
- 10月23日（現地時間） - アメリカラスベガスで初の単独公演「Menkoiガールズ in LasVegas2022」を開催。100名を超える動員を記録した。
- 11月27日 - 「アイドルブレイブVol.12@上野音横丁」に出演。
- 11月27日 - 「新たな扉 Menkoiガールズあやか卒業公演@上野音横丁」を開催し、メンバーのあやかが卒業となった。新メンバーとして、かおんの加入が発表された。また、この日をもってMenkoiガールズプロデューサーが内藤典宏から内藤和輝（KAZKI部長）に引き継がれた。
- 12月11日 - 「EDOCCO祭り@神田明神文化交流館EDOCCO STUDIO」に出演。
- 12月25日 - 「館林ホットホットアイドルフェスティバルVol.3@館林市文化会館小ホール」を開催。

### 2023年「テーマ：剛毅果断～ダンコたる決意～」
- 1月2日に開催された「New year Premium party2023」（TOKYO IDOL PROJECT・@JAM主催）のオープニングアクトとして出演、事前に書き上げた書き初めを披露。2023年のテーマも発表された。
- 1月15日 - 「Menkoiガールズ定期公演　再開だﾖ！全員集合！@館林市文化会館」（定期公演復活）開催。
- 1月22日 - 「iDOL SJ LIVE Vol.16、17@五反田G6」に出演。
- 1月29日 - 「EDOCCO祭り@神田明神文化交流館EDOCCO STUDIO」に出演。
- 2月19日 - 「ぷちりっと by Lit Japan@神田明神文化交流館EDOCCO STUDIO」に出演。
- 2月26日 - 「Menkoiガールズ定期公演～剛毅果断 ダンコたる決意～@館林市文化会館」を開催。1部「新シリーズ Vol.1 パジャマっ子大作戦！！」、 2部「新シリーズ Vol.1 めんこいコスプレコレクション」2023」。
- 3月19日 - 「Menkoiガールズ定期公演～剛毅果断 ダンコたる決意～Vol.5・6@館林市文化会館」を開催。Vol.5「新曲発表！やっぱり衣装が好きでしょ？」、Vol.6「卒業・進学おめでとう！～大人への仲間入り～」。
- 3月21日 - 「八ドル祭Vo.130~中神璃子生誕祭~@Hachioji RIPS」に出演。
- 3月26日 - 「館林さくらとこいのぼりの里まつり@ふれあい橋」にてLIVEと撮影会を開催。
- 4月16日 - 「Menkoiガールズ定期公演～剛毅果断 ダンコたる決意～Vol.7・8@館林市文化会館」を開催。Vol.7「やっぱり衣装が好きでしょ？」、Vol.8「麺恋！春の体力測定！」。
- 4月22日 - ご当地アイドルを集めた「つつじ IDOL FES'23@つつじが岡公園」を開催。
- 4月23日 - 「EDOCCO祭り@神田明神文化交流館EDOCCO STUDIO」に出演。
- 4月29日 - 「近代麻雀水着祭（撮影会）」にまりあが参加。
- 5月6日 - 「つつじ IDOL FES'23@つつじが岡公園」を開催。（Menkoiガールズのみ）
- 5月28日 - 「連合群馬ふれあいフェスティバル@おおいずみ」に出演。
- 6月11日 - 「Menkoiガールズ定期公演～剛毅果断 ダンコたる決意～Vol.9・10@館林市文化会館」を開催。Vol.9「新衣装発表！やっぱり衣装が好きでしょ？」、Vol.10「公開収録⁉YouTube企画チャレンジ」。
- 6月20日 - 館林商工会議所通常議員総会にて「関東商工会議所連合会長賞ベストアクション」を受賞。
- 6月25日 - 「EDOCCO祭り@神田明神文化交流館EDOCCO STUDIO」に出演。
- 7月9日 - 「Menkoiガールズ定期公演～剛毅果断 ダンコたる決意～Vol.11・12@館林市文化会館」を開催。Vol.11「やっぱり衣装が好きでしょ？」、Vol.12「キミと私のアツい夏」。
- 7月16日 - 4年振りに開催された「館林まつり」の特設ステージにてLIVE出演。
- 7月23日 - 「EDOCCO祭り@神田明神文化交流館EDOCCO STUDIO」に出演。
- 8月5日 - 「パキスタン日本友好フェスティバル2023@東京・上野恩賜公園噴水広場」に出演。
- 8月7日 - 「たてばやし七夕祭り」に出演。
- 8月20日 - 「Menkoiガールズ定期公演～剛毅果断 ダンコたる決意～Vol.13・14@館林市文化会館」を開催。Vol.13「残暑見舞い申し上げます～浴衣でごめんあそばせ～」、Vol.14「やっぱり衣装が好きでしょ？」。
- 8月27日 - 「八ドル祭Vol.136〜めいぷるラスト生誕祭〜@Hachioji RIPS」に出演。
- 9月17日 - 「Menkoiガールズ定期公演～剛毅果断 ダンコたる決意～Vol.15・16@館林市文化会館」を開催。Vol.15「やっぱり衣装が好きでしょ？」、Vol.16「麺恋！秋の大運動会2023」。
- 9月23日、24日 - 4年振りに開催された「麺-1グランプリ in 館林」の特設ステージにて計5回のLIVEを行った。
- 10月8日 - 「帰ってきた！茂林寺狸祭@茂林寺境内」を開催。
- 10月15日 - 「収穫感謝祭2023@群馬県前橋市JAビル」に出演。
- 10月21日 - 「ひとくち農家プロジェクト」にてZoom出演し、「お米のうた」を披露した。
- 10月22日 - 「EDOCCO祭り@神田明神文化交流館EDOCCO STUDIO」に出演。
- 10月28日 - 「Menkoiガールズ定期公演～剛毅果断 ダンコたる決意～Vol.17・18@館林市文化会館」を開催。Vol.17「やっぱり衣装が好きでしょ？」、Vol.18「麺恋歌祭 Singing of Menkoi for you」。Vol.18「麺恋歌祭 Singing of Menkoi for you」では、Menkoiガールズ専属作曲家の西原大介をゲストに招き、ピアノ伴奏による歌を披露するという新しい形のLIVEを行った。
- 10月29日 - いたくら商工祭2023「笑交祭」に出演。
- 11月5日 - 「Menkoiガールズ定期公演～剛毅果断 ダンコたる決意～Vol.19・20@館林市文化会館」を開催。Vol.19「やっぱり衣装が好きでしょ？」、Vol.20「Menkoi monsters～Happy Halloween～」。
- 11月18日 - 「ワクワク☆フェス2023@アイオーしんきん伊勢崎アリーナ&周辺施設」に出演。
- 11月27日 - 「SHAKE UP WALLOP 月曜日 @ WALLOP 3F STUDIO」にゆうきりん、ゆい、まりあが出演。
- 12月17日 - 「でんマル1周年感謝祭＠でんえんマルシェ」に出演し、新曲「収穫～あなたに笑顔を～」を初披露した。
- 12月24日 - 「Menkoiガールズ定期公演～剛毅果断 ダンコたる決意～Vol.21･22@館林商工会議所」を開催。Vol.21「やっぱり衣装が好きでしょ？」、Vol.22「聖なる夜〜素敵なクリスマスをあなたと一緒に〜」。
- 2024年1月1日にリーダーであるゆうきりんの入籍をXで発表。
- 1月3日に開催された「謹賀新年！アイドル初夢ライブ supported by @ JAM 」（会場：Zepp Diver City）にオープニングアクトとして出演した。会場内には事前に書き上げた大きな書道作品が飾られた。
- 1月9日 - 「館林商工会議所議員新年会」に出演し、書道作品を書き上げた。
- 1月20日 - 「オーランドさん誕生日会@邑楽町中央公民館」に出演した。
- 1月28日 - 「Menkoiガールズ定期公演～剛毅果断 ダンコたる決意～Vol.23･24@館林商工会議所」を開催。Vol.23 「やっぱり衣装が好きでしょ？」、Vol.24「お誕生日おめでとう！ゆい生誕祭」。Menkoiガールズ初のメンバーの生誕祭。
- 2月11日 - Menkoiガールズ初のオフ会を開催。（1部いちご狩り　2部宴）
- 2月25日 - 「Menkoiガールズ定期公演～剛毅果断 ダンコたる決意～Vol.25･26@館林商工会議所」を開催。Vol.25 「やっぱり衣装が好きでしょ？」、Vol.26「Menkoi学園 教えて！ゆうき先生」。
- 3月4日 - 「SHAKE UP WALLOP 月曜日 @ WALLOP 3F STUDIO」にメンバー5人で出演。
- 3月10日 - 「Menkoiガールズ定期公演～剛毅果断 ダンコたる決意～Vol.27@館林商工会議所」を開催。Vol.27 「まりあ生誕祭～NEWまりあ誕生！大人への道～」。

### 2024年度「テーマ：獅子奮迅～己で己を奮い立つ～」
- 4月28日 - 「Menkoiガールズ定期公演～獅子奮迅 己で己を奮い立つ～Vol.28@館林商工会議所」を開催。Vol.28 「あげは生誕祭～あげは20歳に乾杯！～」。
- 5月6日 - 「正田醤油株式会社創業150周年スペシャルマッチ@正田醤油スタジアム」にて書道パフォーマンスを披露。
- 5月26日 - 「Menkoiガールズ定期公演～獅子奮迅 己で己を奮い立つ～Vol.29・30@館林商工会議所」を開催。Vol.29 「やっぱり衣装が好きでしょ？」、Vol.30「麺恋幼稚園(ちょっと遅めの)入園式」。Vol.29にて新曲「グンマ―帝国」初披露。
- 6月15日・16日 - 「群馬戦国御城印サミット@前橋マーキュリー」に出演、メンバー直筆の御城印の販売も行われた。
- 6月30日 - 「Menkoiガールズ定期公演～獅子奮迅 己で己を奮い立つ～Vol.31・32@館林商工会議所」を開催。Vol.31 「やっぱり衣装が好きでしょ？」、Vol.32「スーパーマリアシスターズ」。
- 7月6日 - 「館林女子高等学校文化祭」に出演。
- 7月13日 - 「館林まつり」の特設ステージにてLIVE出演。ちいの新メンバー加入が正式発表。
- 7月28日 - 「Menkoiガールズ定期公演～獅子奮迅 己で己を奮い立つ～Vol.33・34@館林商工会議所」を開催。Vol.33 「やっぱり衣装が好きでしょ？〜所属研修生お披露目！〜」、Vol.34「浴衣でおいでやす。」。Vol.33にて所属研修生が発表された。
- 8月25日 - 「Menkoiガールズ定期公演～獅子奮迅 己で己を奮い立つ～Vol.35@館林商工会議所」を開催。Vol.35 「かおん生誕祭 〜17歳になります！〜」。
- 9月29日  - 「Menkoiガールズ定期公演～獅子奮迅 己で己を奮い立つ～Vol.36@館林商工会議所」を開催。Vol.36 「ゆうき生誕祭〜30年の軌跡〜」。
- 10月13日 - 「Menkoiガールズ定期公演～獅子奮迅 己で己を奮い立つ～Vol.37・38@館林商工会議所」を開催。Vol.37 「やっぱり衣装が好きでしょ？」、Vol.38「Welcome to Menkoi Halloween 推してくれなきゃイタズラしちゃうぞっ」。
- 11月24日 - 「Menkoiガールズ定期公演～獅子奮迅 己で己を奮い立つ～Vol.39・40@館林商工会議所」を開催。Vol.39 「やっぱり衣装が好きでしょ？」、Vol.40「カラーチェンジライブ」。
- 12月8日 - 「Menkoiガールズ スペシャルライブ@館林市文化会館小ホール」を開催。1部「群馬県立館林女子高等学校演劇部×Menkoiガールズ コラボ演劇」、2部「西原大介×Menkoiガールズ 生演奏LIVE」。
- 12月22日 - 「Menkoiガールズ定期公演～獅子奮迅 己で己を奮い立つ～Vol.41・42@館林商工会議所」を開催。Vol.41 「ちい生誕祭〜生まれてこの方20年〜」、Vol.42「Merry Christmas 1年に1度の特別な日」。
- 2025年1月3日- 「アイドル初夢ライブ2025」（会場：Zepp Diver City）にオープニングアクトとして出演。
- 1月19日 - 「Menkoiガールズ定期公演〜獅子奮迅 己で己を奮い立つ〜 Vol.43@館林商工会議所」を開催。Vol.43 「ゆい生誕祭〜ゆいちゃん22歳♡〜」。
- 2月9日 - 「himawari(船橋)presents   2man LIVE  Mashing UP vol.4＠flagship FUNABASHI」にてhimawari(船橋)とのツーマンライブ。
- 2月15日 - 「とりせん松原店オープン1周年特別企画」でとりせん松原店にてフリーLIVEを開催。
- 2月16日 - 「Menkoiガールズ定期公演～獅子奮迅 己で己を奮い立つ～Vol.44・45@館林商工会議所」を開催。Vol.44 「やっぱり衣装が好きでしょ？」、Vol.45「Sweet Valentine 〜本命じゃなくて、本気だよ｡〜」。また、この日新ロゴの発表も行われた。
- 3月2日 - 「Menkoiガールズ定期公演〜獅子奮迅 己で己を奮い立つ〜 Vol.46@館林商工会議所」を開催。Vol.46 「まりあ､卒業｡」にて、メンバーのまりあが卒業となった。
- 3月8日 - 「4県境エリア観光キャンペーン@佐野プレミアム・アウトレット」に出演。
- 3月9日 - 「Menkoiガールズオフ会（いちご狩り、ROBLOXオフ会、フリーLIVE）」を開催。

### 2025年度「テーマ：進取果敢〜挑戦を恐れるな〜」
- 4月2日にリーダーであるゆうきりんの妊娠をXで発表[17]。
- 4月19日につつが岡公園大芝生広場において「館林市ふるさと応援大使」の委嘱式が行われ、その後フリーLIVEを開催。研修生だったみさとがメンバー候補生としての初ステージ。
- 4月27日 - 「Menkoiガールズ定期公演〜進取果敢〜挑戦を恐れるな〜 Vol.47@館林商工会議所」を開催予定。Vol.47 「AGEHA HAPPYBIRTHDAY」。

## 特徴
ステージ中に、音楽に合わせて大きい物では縦4メートル横7メートルほどの紙に書道の作品を書き上げる「書道パフォーマンス」を行う。その特徴により自己紹介の時に「書道パフォーマンスアイドル」と名乗っていたが、2015年（平成27年）8月29日のライブから「お習字アイドル」と名乗るようになった。

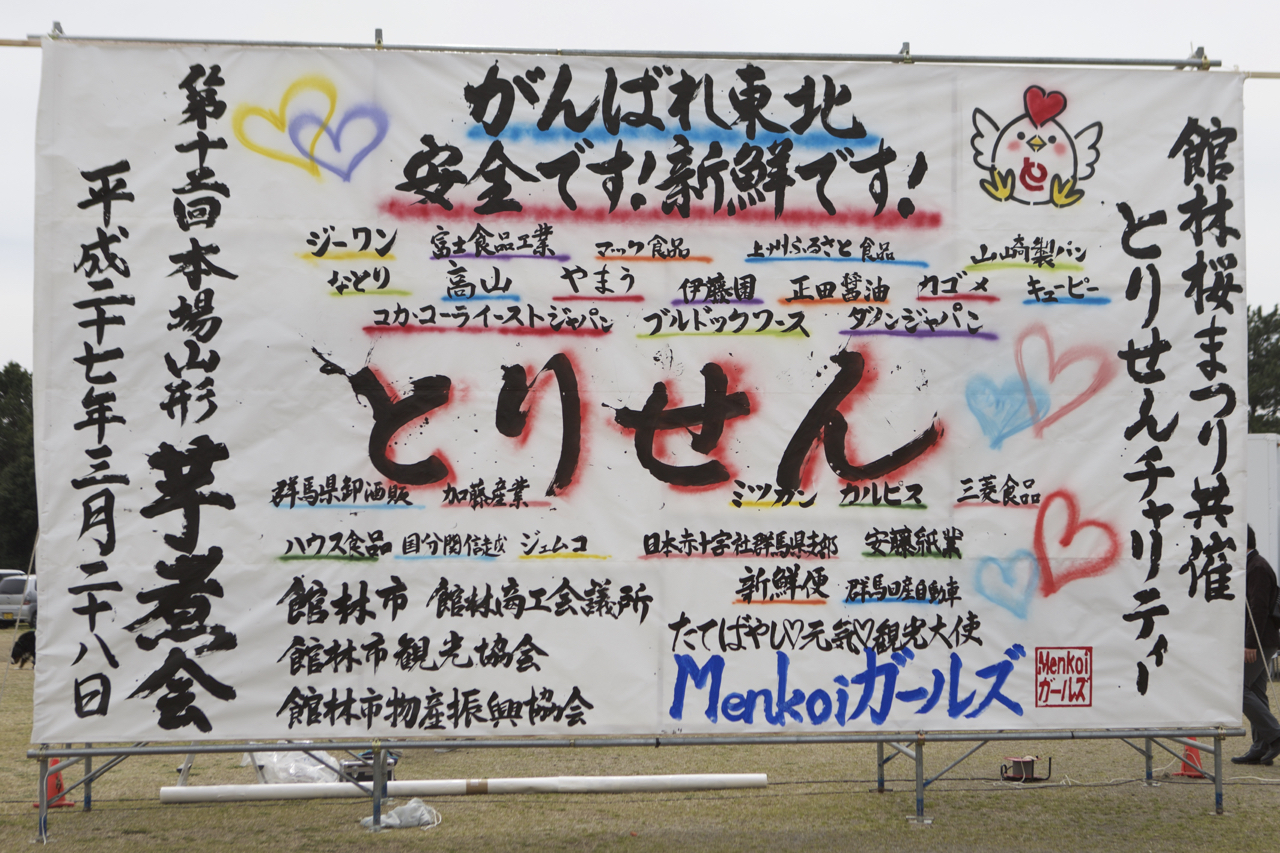
書道パフォーマンスで書き上げた作品の例「2015年3月28日 とりせん芋煮会」

書道パフォーマンスでは専用に書き下ろされたオリジナル曲「暑☆Do?」（しょどう・初代）、「暑☆Do-新章-」（2代目）が使われている。10分ほどの曲で、メンバーがそれぞれ担当している文字を書く。「暑☆Do-新章-」の曲中「ソカタキナキホウ」という暗号が繰り返し出てくるが、その意味が、素（ソ）敵（カタキ）な（ナ）貴（キ）方（ホウ）であり「素敵な貴方」であることが2015年3月29日の大阪府堺市のおおとりウイングスのステージ、ブログ及びTwitterで公開された。

2016年（平成28年）4月16日に新しい書道パフォーマンス用の曲「カリグラフィードリーム」が初披露された。前2曲とは違い、5分ほどの短い曲となっており、紙のセッティングから墨の吸い取りまでを一連の書道パフォーマンスの動作をメンバー自身が行う。ステージが始まると、メンバー全員で「筆で世直し！一筆入魂!!悪には墨をぶっかけろ!!」と入場してくることがお約束ごとになっている。

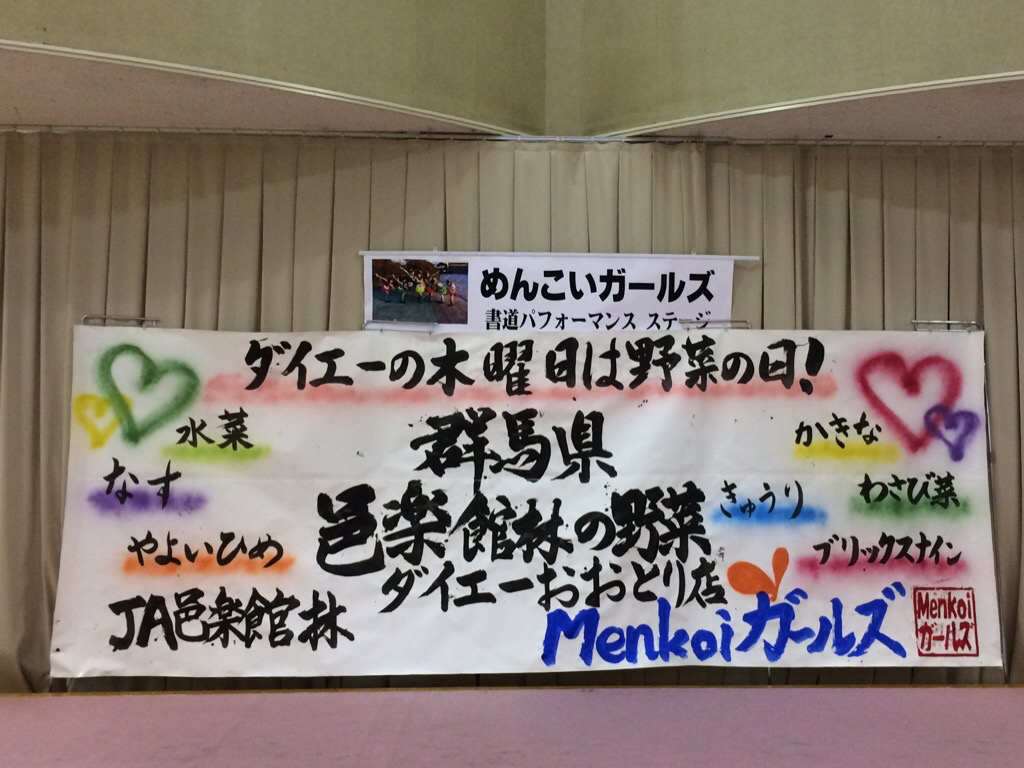
書道パフォーマンスで書き上げた作品の例「2015年3月29日 おおとりウィングス」

## メンバー

### 現在のメンバー
| 名前     | 生年月日              | ニックネーム   | 期生  | ユニット              | 備考                                              |
| -------- | --------------------- | -------------- | ----- | --------------------- | ------------------------------------------------- |
| ユウキ   | 1994年9月22日（30歳） | ゆうきりん     | 1期生 | Menkoiガールズ サラダ | 教師5段、文部科学大臣賞受賞                       |
| ユイ     | 2003年1月9日（22歳）  | ゆいんこ       | 1期生 | Menkoiガールズ サラダ | 文部科学大臣賞受賞 産業経済新聞社賞受賞（2016年） |
| アゲハ   | 2004年4月25日（21歳） | アゲレンジャー | 1期生 | Menkoiガールズ サラダ | 日本武道館会長賞受賞（2016年）                    |
| カオン   | 2007年9月11日（17歳） |                | 4期生 | Menkoiガールズ サラダ | 審査委員長奨励賞受賞（2016年）                    |
| ミサト   |                       |                | 5期生 |                       | メンバー候補生                                    |
| ジュノン |                       |                | 5期生 |                       | 研修生                                            |
| モモカ   |                       |                | 5期生 |                       | 研修生                                            |
| ネネ     |                       |                |       |                       | 研修生                                            |
| リアン   |                       |                |       |                       | 研修生                                            |

### 引退メンバー
- カオリ（2015年3月22日引退）
- サエ（2015年3月22日引退）
- リコ（2015年3月22日引退）
- ユイたん（2015年3月22日引退）
- マキ（2015年3月22日引退）
- チリ（2015年3月22日引退）
- ヒナ（2016年3月14日研修終了と同時に引退）[21]
- ミホ（2016年4月17日研修終了と同時に引退）[22]
- ハヅキ（2017年3月19日卒業公演にて卒業）
- ヒカル（2018年5月31日サポートメンバー引退）
- ユメ（2018年5月31日引退）
- メイカ（2018年9月30日研修終了と同時に引退）[23]
- アヤパン（2019年2月28日研修終了と同時に引退）
- ユリカ（2019年4月研修終了と同時に引退）
- ユウナ（2020年2月16日卒業公演にて卒業）
- コナミ（2020年2月16日卒業公演にて卒業）
- マリノ（2020年7月26日SHOWROOM配信にて卒業（前日のTwitter上で発表された[24]））
- ハルヒ（2020年12月29日のMenkoiガールズ年末LIVEをもって卒業）
- ミサキ（2021年9月6日引退[25]）
- ノドカ（2021年9月23日のLIVEをもって引退[26]）
- アヤカ（2022年11月27日卒業公演にて卒業[27]）
- マリア（2025年3月2日卒業公演にて卒業[28]）
- ちい（2025年3月21日卒業[29]）

2011年の結成当初は34人のメンバーが在籍していた。

## 作品

### シングル
- Menkoiガールズ / My lovely love（2013年9月7日発売）

1. Menkoiガールズ
2. My lovely love
3. Menkoiガールズ -Off vocal-
4. My lovely love -Off vocal-

- DVD(ミュージックビデオ）付き 
  - Menkoiガールズ

- 意味わかんない / CREAM SODA。。。（2014年2月16日発売）

1. 意味わかんない
2. CREAM SODA。。。
3. 意味わかんない -Off vocal-
4. CREAM SODA。。。 -Off vocal-

- DVD(ミュージックビデオ）付き
  - 意味わかんない

- 館林市制施行60周年記念ソング ぽんちゃん音頭 / ぱぴぷぺぽんちゃん（2014年11月1日発売）

1. ぽんちゃん音頭
2. ぱぴぷぺぽんちゃん
3. ぽんちゃん音頭 -Off vocal-
4. ぱぴぷぺぽんちゃん -Off vocal-

- あっちっちー暑☆Do?第1章ー（2014年11月1日発売）

1. あっちっちー暑☆Do?第1章ー
2. あっちっちー暑☆Do?第1章ー -Off vocal-

- 未来へー暑☆Do?第2章ー（2014年11月1日発売）

1. 未来へー暑☆Do?第2章ー
2. 未来へー暑☆Do?第2章ー -Off vocal-

- Calligraphy Teacherー暑☆Do？第3章ー（2014年11月1日発売）

1. Calligraphy Teacherー暑☆Do?第3章ー
2. Calligraphy Teacherー暑☆Do?第3章ー -Off vocal-

- 暑☆Do?（2014年11月1日発売）

1. 暑☆Do?
2. 暑☆Do? -Off vocal-

- たてばやしシンデレラストーリー「第4回麺−1グランプリin館林」公式ソング（2014年11月1日発売）

1. たてばやしシンデレラストーリー
2. ルート354
3. キラキラBoy☆彡
4. たてばやしシンデレラストーリー -Off vocal-
5. ルート354 -Off vocal-
6. キラキラBoy☆彡 -Off vocal-

- きゅうりちゃん音頭

1. きゅうりちゃん音頭
2. きゅうりちゃん音頭（カラオケ）

- Beautiful Napaー邑美人ー（2015年3月22日発売）

1. Beautiful Napaー邑美人ー
2. Menkoiサラダ
3. 鍋娘ーHotPotガールー

- 一富士・二鷹・三茄子（2015年5月30日発売）

1. 一富士・二鷹・三茄子
2. ハピネス♡Menkoiガールズ
3. 一富士・二鷹・三茄子 -Off vocal-
4. ハピネス♡Menkoiガールズ -Off vocal-

- トマトの気持ち（2017年発売）

1. トマトの気持ち
2. プリンセスやよい
3. Menkoiサラダ－2017Ver.－
4. トマトの気持ち【Off vocal】
5. プリンセスやよい【Off vocal】
6. Menkoiサラダ－2017Ver.－【Off vocal】

- でんえんまる音頭（2018年4月14日発売）

1. でんえんまる音頭
2. おーい！でんえんまる
3. カレーライス
4. Menkoiサラダ－2017Ver.－
5. でんえんまる音頭【Off vocal】
6. おーい！でんえんまる【Off vocal】
7. カレーライス【Off vocal】
8. Menkoiサラダ－2017Ver.－【Off vocal】

- お野菜天国（2020年7月12日発売）

1. お野菜天国
2. 生産者の皆さんありがとう
3. きゅうりにわたしは恋をした
4. ベジタブルパーティー
5. お野菜天国【Off vocal】
6. 生産者の皆さんありがとう【Off vocal】
7. きゅうりにわたしは恋をした【Off vocal】
8. ベジタブルパーティー【Off vocal】

### アルバム
- BEST Menkoiガールズ サラダ （2016年4月3日）

1. Menkoiサラダ
2. きゅうりちゃん音頭-2016ver.
3. Beautiful Napa-邑美人-
4. 鍋娘-Hot Potガール-
5. NASU−Egg Plant−
6. Menkoiサラダ【Off vocal】
7. きゅうりちゃん音頭-2016ver.【Off vocal】
8. Beautiful Napa-邑美人-【Off vocal】
9. 鍋娘-Hot Potガール-【Off vocal】
10. NASU−Egg Plant−【Off vocal】

- Menkoiガールズベストアルバム （2016年12月18日）

1. ワンダーランド－GUNMA－
2. カリグラフィードリーム
3. コンピューターガール
4. Country Wind
5. 故郷
6. 城沼散歩道 -Menkoi ver.-
7. 恋ってなに？ -2017ver.-
8. 不思議な筆
9. 一筆入魂
10. 魔法の言葉
11. ルート354 -2017ver.-
12. キラキラBoy☆彡 -2017ver.-
13. 絶響アイドル魂

- 限界突破（2018年8月26日）

1. Ace7
2. Bang Bang Bang
3. 意味わかんないRenew
4. がんばるPenPen
5. Wing
6. 麺の街
7. ネバダ音頭
8. ずっと大好き
9. Bang Bang Bang【Off vocal】
10. 意味わかんないRenew【Off vocal】
11. がんばるPenPen【Off vocal】
12. Wing【Off vocal】
13. 麺の街【Off vocal】
14. ネバダ音頭【Off vocal】
15. ずっと大好き【Off vocal】

- 未知の領域（2020年7月12日発売）

1. くの一ニンジャ隊
2. メイドインGUNMA
3. 騒ごうぜ！
4. やまのうた
5. カラッカーゼ
6. モンスターエンジェル
7. Keep on！
8. キミへの想い
9. Cream SODA。。。
10. 恋ってなに？

- 剛毅果断（2023年10月28日発売）

（DISC1）
1. Positive！
2. エガオサク
3. Cute Girl
4. 七五三のうた
5. キツネとたぬき
6. 恋恋来い
7. キラキラBoy☆彡2020
8. Positive！【Off vocal】
9. エガオサク【Off vocal】
10. Cute Girl【Off vocal】
11. 恋恋来い【Off vocal】
12. キラキラBoy☆彡2020【Off vocal】

（DISC2）
1. この先も続く道
2. ライフハック
3. 光あるから
4. 負けないで
5. Bang Bang Bang
6. これが恋ってやつですか。
7. 女子思考
8. この先も続く道【Off vocal】
9. 負けないで【Off vocal】
10. Bang Bang Bang【Off vocal】
11. これが恋ってやつですか。【Off vocal】
12. 女子思考【Off vocal】

### iTunes配信
- Happiness♡Menkoi Girls-English Version-
- Wonderland GUNMA-English Version-
- Happiness♡Menkoi Girls-English Version- Off Vocal
- Wonderland GUNMA-English Version- Off Vocal

### 参加作品
- コンピューターガール （2016年1月20日）
  - コンピレーションアルバムCD「アイドルライブラリーvol.1」に収録されている。

- ワンダーランド−GUNMA− （2016年3月23日[31]）
  - コンピレーションアルバムCD「「アイドルライブラリーvol.2」に収録されている。

### 映像作品
- クリスマスディナーショー
- Documentary 麺1ー「第4回麺ー1グランプリin館林」編
- Menkoi Girls in Las Vegas-2017-（2枚組DVD）
- 「MenkoiガールズAce 1st ワンマンライブ～Eternal Dream 永遠の夢～＠上野音横丁」DVD

## 出演

### テレビ
- なんなん放送部（2013年9月 - 2014年2月、館林ケーブルテレビ）
- でんえんまる情報局（2014年4月 - 、館林ケーブルテレビ）
- ニュースeye8（2016年4月 - 2018年3月、群馬テレビ）毎月2金曜日
- 月刊”IDOL Pl@net ちゃんねる（2017年2月 - 2023年3月、WALLOP）毎月1木曜日
- インフォチャンネル700の「英語で格言－Menkoiガールズ－」（コーナー）（2018年10月‐、ケーブルテレビ　チャンネル700）[32]
- 「ミュージックHEAVEN」（2020年11月16日収録分～2021年3月放送分　テレビ埼玉）ゆうきがアシスタントMCとして出演。

### ラジオ
- Menkoiガールズの5時に一筆!!（2018年4月4日 - 2021年9月、ラヂオななみ）メインパーソナリティ

### CM
- 鍋っ娘（鍋つゆの素、JA邑楽館林、学校法人食糧学院、正田醤油コラボ商品）

### インターネット
- 「ミラサポ」（2016年3月、経済産業省・中小企業庁）関東代表として参加[33]
- うたシュー！アイドル（2017年3月17日-2018年12月21日＜サービス終了＞）

## イベント
- 汐留ロコドル甲子園（2015年7月29日（予選）、2015年8月30日（決勝戦）日本テレビ）
- 愛踊祭2015 北関東エリア代表決定戦（2015年9月6日イーアスつくば）
- 愛踊祭2016 関東Ａエリア代表決定戦（2016年8月3日）イオンモール浦和美園
- ご当地アイドルNO.1決定戦「U.M.U AWARD2016（決勝戦）」（2016年11月27日）渋谷VISION
- 愛踊祭2017 関東Ｃエリア代表決定戦（2017年8月3日）クイーンズスクエア横浜　クイーンズサークル
- 愛踊祭2018 関東Ｂエリア代表決定戦（2018年7月26日）三芳町文化会館（コピスみよし）